# Villanúa
Villanúa ist ein Ort am Jakobsweg in der Provinz Huesca der Autonomen Region Aragón. Er liegt im Nordosten Spaniens in einem Pyrenäental zwischen Jaca und dem Somportpass am Fuß des Collarada. Villanúa ist Hauptort der gleichnamigen Gemeinde (Municipio).

## Gemeindegliederung
- Villanúa
- Aruex
- Cenarbe

## Fläche und Bevölkerung
Die Gemeindefläche beträgt 58,2 km². Nach einem sehr starken Rückgang ist die Bevölkerung in den vergangenen Jahren wieder angewachsen und betrug im Jahre 2014 475 Einwohner.
| Jahr      | 1900 | 1910  | 1920 | 1930 | 1940 | 1950 | 1960 | 1970 | 1981 | 1991 | 2001 | 2011 |
| --------- | ---- | ----- | ---- | ---- | ---- | ---- | ---- | ---- | ---- | ---- | ---- | ---- |
| Einwohner | 959  | 1.114 | 847  | 682  | 585  | 551  | 446  | 323  | 265  | 283  | 340  | 512  |

## Geschichte

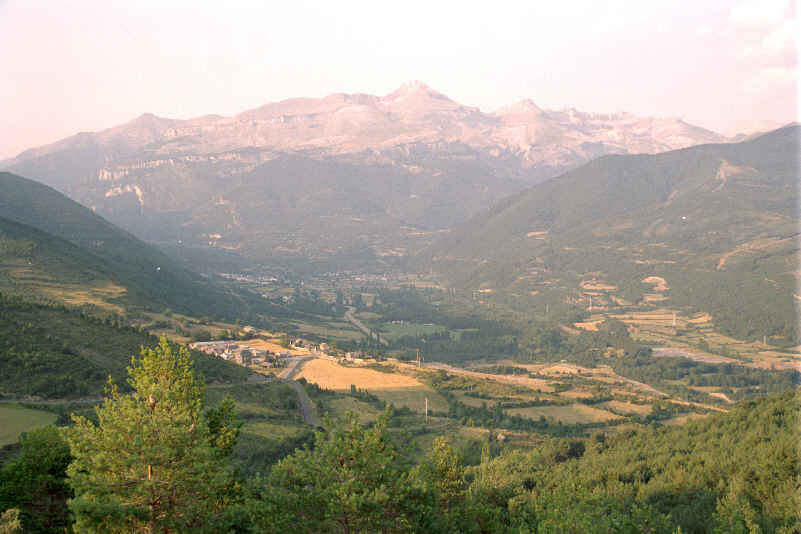
Das Aragón-Tal bei Villanúa

Reiche archäologische Funde in der Umgebung des Dorfes lassen auf eine sehr frühe Ansiedlung schließen, in Urkunden lässt sich der Ort aber erst für das 10. Jahrhundert nachweisen (als Villanoua bzw. Villanova). Vermutlich gab es zu dieser Zeit eine Wiederbesiedlung, die auch den Namen (in etwa Neuweiler) erklärt.

## Sehenswürdigkeiten
Von der Aragónbrücke an talaufwärts findet sich ein Stück der Römerstraße, die zum Pyrenäenübergang Somport führte und heute von Jakobspilgern genutzt wird.
Am östlichen Flussufer liegt die Kirche San Esteban mit einer wertvollen romanischen Skulptur der Jungfrau Maria und einer polychromierten Statue des hl. Jakobus als Pilger.
Weiter Richtung Jaca liegt abseits des Weges die Kirche San Vicente im verlassenen Ort Aruex. Sie wurde im 11. Jahrhundert im romanischen Stil gebaut und Ende der 1990er Jahre restauriert.